# 柳田聖山
柳田 聖山（やなぎだ せいざん、旧姓：横井（よこい）、1922年12月19日 - 2006年11月8日）は、日本の中国禅宗史研究者。多くの著作がある。

## 経歴

### 出生から学生時代
1922年、滋賀県愛知郡稲枝村（現在の彦根市）の延寿寺（臨済宗）に生まれた。寺名の延寿寺は、宋朝文化を代表する五山の一つ杭州西湖の霊隠寺で、宗鏡録を書き上げた高徳、永明延寿の名に基づく。1940年滋賀県立彦根中学校を卒業。
臨済学院専門学校（現：花園大学）、大谷大学を卒業し、永源寺僧堂で修行する。京都大学文学部聴講生となって学び、久松真一に師事してFAS禅運動に共鳴。中国禅宗史研究において批判的資料研究を進め、資料が史実ではなく、その時代の要請によって創作されたことを見抜いた。

### 戦後
1949年、花園大学仏教学部の助手となった。1950年に講師、1954年に助教授、1960年に教授に昇格。1968年からは文学部長を務めた。1950年に柳田姓に改姓。1976年に京都大学人文科学研究所教授に就任。1985年には同所長に就任する。1986年、所長を定年退官して名誉教授となった。退任後は中部大学教授を務めた。1988年からは花園大学文学部教授となり、花園大学国際禅学研究所長も務めた。1993年には自宅を禅学研究所へ寄贈し、「柴門館」となった。1996年に所長を退任し、没時まで終身研究所員であった。
また市民活動にも理解を示し、1992年には市民団体「環境市民」の共同代表となった。また、1990年には峨眉山に良寛詩碑を建立している。2006年11月8日に死去。墓所は生家の延寿寺にある。 

## 受賞・受勲
- 1962年 日本印度学仏教学会賞
- 1981年 第32回読売文学賞『一休－狂雲集の世界』[1]
- 1991年 紫綬褒章受勲
- 1993年 第27回仏教伝道文化賞
- 1996年 勲三等瑞宝章受勲[4]。

## 研究内容・業績ほか
- 中国禅宗史を専門とし、主な弟子に衣川賢次、西口芳男などがいる。

### 柳田文庫
博覧強記なことで知られ、不勉強な後輩を一言の下に教化し、僧侶で大正大学教授を務めた天台教学の関口眞大と共に「東の関口、西の柳田」と称された。蔵書14,000冊は1989年に花園大学禅学研究所へ寄贈され、「柳田文庫」となっている。

## 家族・親族
- 妻は茶道家の柳田宗葩。(義父は柳田謙十郎（西田幾多郎門下出身の哲学者）)

### 柳田姓を名乗った理由
あえて柳田姓を名乗ることに、自ら納得するまでに十年の時間を要した。以下は動機
当初、西田哲学の忠実な祖述者だった柳田謙十郎が、長男を失うのは、1942年（昭和17年）10月1日。学徒兵として応召、内地勤務中の事故死だが、母は狂気して自らを責める。私も臨済学院で市川白弦先生と激論し、仏教者の戦争責任等を探るのだが、私を最後までつまずかせ、禅仏教にひきとどめたのは、臨済学院のもう一人の生き証人で、私の生涯の恩師久松真一先生。真一古仏に参ずること五十年、同門同参の一人柳田静江と相識り、弟君の身代わりのつもりで、あえて柳田姓を冒す。

## 著作
- 『臨済の家風』(日本の仏教 9) 筑摩書房 1967[7]
  - 『禅の時代：栄西・夢窓・大灯・白隠』筑摩書房(仏教選書) 1987
  - 新編 ちくま学芸文庫 2025[8]
- 『初期禅宗史書の研究』法藏館 1967
- 『破るもの』春秋社 1970
- 『臨済ノート』春秋社 1971
- 『臨済録』(佛典講座 30) 大蔵出版 1972、新装版 2008
- 『禅の遺偈』潮文社 1973
- 『禅の山河』日本放送出版協会(NHKブックス) 1975
- 『禅思想：その原型をあらう』中公新書 1975
- 『夢窓』(日本の禅語録 7) 講談社 1977
  - 選書版『夢窓国師語録』(禅の古典 4) 講談社 1983
  - 新装版『夢窓：語録・陞座・西山夜話・偈頌』(禅入門 5) 講談社 1994
- 『一休』(日本の禅語録 12) 講談社 1978
  - 選書版『狂雲集：純蔵王のうた』(禅の古典 5）講談社 1982
  - 選書版『狂雲集：夢閨のうた』(禅の古典 6）講談社 1982
  - 新装版『一休：狂雲集』(禅入門 7) 講談社 1994
- 『達摩の語録：二入四行論』筑摩書房〈禅の語録1〉1979、新装版2016
  - 新編 ちくま学芸文庫 1996
- 『初期の禅史 Ⅰ・Ⅱ』(禅の語録 2・3) 筑摩書房 1979、新装版 2016
- 『一休：「狂雲集」の世界』人文書院 1980
- 『ダルマ　人類の知的遺産 16』講談社 1981
  - 新編：講談社学術文庫 1998
- 『中世漂泊』(法蔵選書 8) 法蔵館 1981
- 『禅語の四季』淡交社(茶道文化選書) 1982
- 『純禅の時代：祖堂集ものがたり』(正・続) 禅文化研究所 1984-1985
- 『禅と日本文化』講談社学術文庫 1985
- 『中国撰述経典 Ⅰ 円覚経　仏教経典選 13』筑摩書房 1987
- 『一休・良寛　大乗仏典 中国・日本篇 26』中央公論社 1987[9]
  - 新編『狂雲集：一休宗純』中公クラシックス 2001
  - 新編『良寛道人遺稿』中公クラシックス 2002
- 『禅語余滴』禅文化研究所 1989
- 『沙門良寛：自筆本「草堂詩集」を読む』人文書院 1989
- 『未来からの禅』人文書院 1990
- 『祖堂集　大乗仏典 中国・日本篇 13』中央公論社 1990
- 『花園界隈』大東出版社 1992
- 『良寛：漢詩でよむ生涯』日本放送出版協会(NHKライブラリー) 2000[10]
- 『臨済録 臨済義玄』中公クラシックス 2004[11]、新編 中公文庫 2019
- 『唐代の禅宗』大東出版社 2004

著作集
- 『柳田聖山集』 法藏館 1999-未完

1. 『禅仏教の研究』
2. 『禅文献の研究 上』 2006
3. 『禅文献の研究 下』 2006
4. 『臨済録の研究』 2017
5. 未刊行[12]
6. 『初期禅宗史書の研究』

### 共編著
- 『禅家語録集』(日本の思想 10) 唐木順三責任編集、古賀英彦と分担訳、筑摩書房 1969
  - 新版 筑摩書房(日本の仏教思想) 1986
- 『無の探求 中国禅』(仏教の思想 7) 梅原猛共著、角川書店 1969
  - 改訂版 角川ソフィア文庫 1997
- 『中世禅家の思想』(日本思想大系 16) 岩波書店 1972[13]
  - 新版 岩波書店(原典日本仏教の思想) 1991
- 『禅家語録』Ⅰ・Ⅱ (世界古典文学全集 36 A・B) 西谷啓治共編、筑摩書房 1972-1974、復刊 2005ほか
- 『禅語録』(続世界の名著 3) 責任編集[14]、中央公論社 1974、新版 中公バックス 1978
- 『雪竇頌古』(禅の語録 15) 入矢義高・梶谷宗忍と共編、筑摩書房 1981、新装版 2016
- 『信心銘・証道歌・十牛図・坐禅儀』(禅の語録 16) 梶谷宗忍・辻村公一と共編、筑摩書房 1981、新装版 2016
- 『一休骸骨：図版と訳注』禅文化研究所 1984[15]、改訂版 2015
- 『仏教入門：読書マップ』金岡秀友・田村芳朗と鼎談、筑摩書房 1981
- 『思想読本：道元』編者、法蔵館 1982
- 『十牛図：自己の現象学』上田閑照と共著、筑摩書房 1982
  - 新編 ちくま学芸文庫 1992
- 『道元　大乗仏典 中国・日本篇 23』柳田解説、松岡由香子訳、中央公論社 1995[16]
- 『禅と文学』(叢書禅と日本文化 4) 編・解説、ぺりかん社 1997

### 論文
- CiNii>柳田聖山
- INBUDS>柳田聖山

### 資料集
- 柳田聖山先生著作目録（『花園大学研究紀要』8号、花園大学、1977年）
- 柳田聖山教授喜寿記念論集（『禅文化研究所紀要』24号、1998年）
- 柳田聖山先生追悼文集（禅文化研究所、2008年）、460頁